# Ралфи Меј
Ралф Дјурен Меј (енгл. Ralph Duren May; 17. фебруар 1972 — 6. октобар 2017) био је амерички стендап комичар и глумац. Био је познат по својим наступима на Netflix-у.
Од детињства се борио са гојазношћу и у неким тренуцима имао и до 360 кг. Дана 6. октобра 2017. преминуо је од последица акутног застоја срца и упале плућа.